# Campionato Sammarinese 1994-1995

## Classifica
|                       |     | Classifica 1994-95 | Pt | G  | V  | N | P  | GF | GS | DR  |
| --------------------- | --- | ------------------ | -- | -- | -- | - | -- | -- | -- | --- |
| San Marino (bandiera) | 1.  | Tre Fiori          | 26 | 18 | 12 | 2 | 4  | 36 | 15 | +21 |
|                       | 2.  | Cosmos             | 24 | 18 | 9  | 6 | 3  | 29 | 20 | +9  |
|                       | 3.  | Domagnano          | 23 | 18 | 9  | 5 | 4  | 29 | 17 | +12 |
|                       | 4.  | La Fiorita         | 23 | 18 | 10 | 3 | 5  | 24 | 25 | -1  |
|                       | 5.  | Murata             | 22 | 18 | 8  | 6 | 4  | 22 | 16 | +6  |
|                       | 6.  | Cailungo           | 14 | 18 | 4  | 6 | 8  | 18 | 26 | -8  |
|                       | 7.  | Virtus             | 14 | 18 | 3  | 8 | 7  | 12 | 20 | -8  |
|                       | 8.  | Faetano            | 13 | 18 | 5  | 3 | 10 | 26 | 24 | +2  |
|                       | 9.  | Libertas           | 13 | 18 | 4  | 5 | 9  | 25 | 32 | -7  |
|                       | 10. | Juvenes            | 8  | 18 | 2  | 4 | 12 | 18 | 44 | -26 |

## Play-off
Ai play-off si qualificano le prime quattro squadre del girone e la vincitrice della serie A2.
- Primo Turno: si sfidano tra loro la terza e la quarta del girone e la seconda del girone e la neopromossa.

A)  La Fiorita -  Cosmos 3 - 2
B)  Domagnano -  San Giovanni 3 - 0
- Secondo Turno: si affrontano fra di loro le vincenti e le perdenti del primo turno.

C)  San Giovanni -  Cosmos 0 - 1 San Giovanni eliminato con due sconfitte.
D)  La Fiorita -  Domagnano 2 - 0
- Terzo Turno: si sfidano tra loro le squadre che hanno perso almeno una partita e la prima classificata contro la vincente della partita D. In quest'ultima chi vince approda in finale, chi perde in semifinale contro la vincente dell'altra partita.

E)  Domagnano -  Cosmos 2 - 4 Domagnano eliminato con due sconfitte
F)  Tre Fiori -  La Fiorita 0 - 0 (6 - 5 dcr)
- Semifinale

I)  La Fiorita -  Cosmos 1 - 0
- Finale:

L)  Tre Fiori -  La Fiorita 1 - 0